# Enterpia picturata
Enterpia picturata is een vlinder uit de familie uilen (Noctuidae). De wetenschappelijke naam is voor het eerst geldig gepubliceerd in 1882 door Alpheraky.
De soort komt voor in Europa.